# Moriansmühle

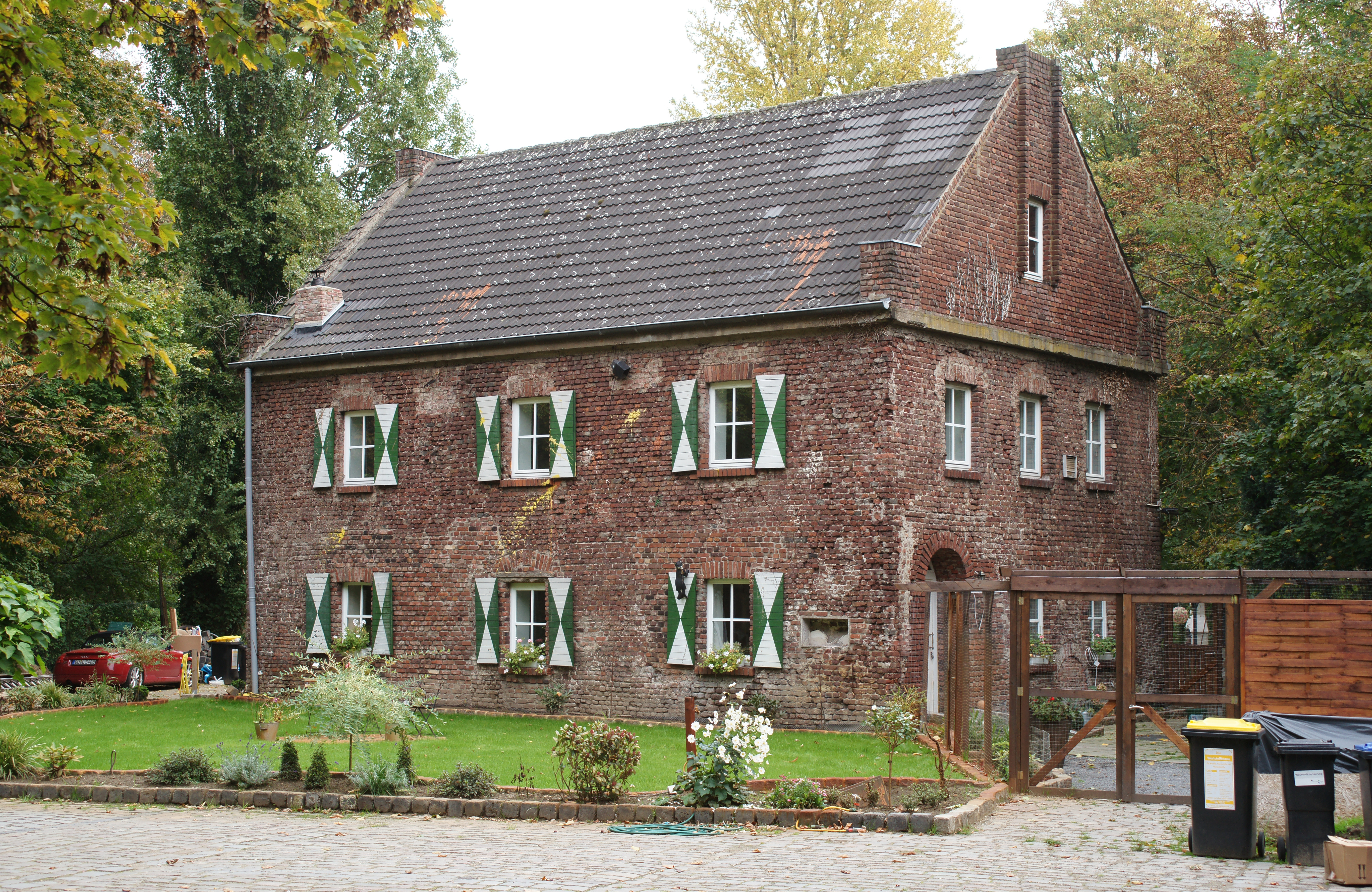
Aktueller Zustand der Neuen Mühle bzw. Moriansmühle (2020)

Die Moriansmühle oder Neue Mühle ist eine denkmalgeschützte, ehemalige Wassermühle an der Emscher in Duisburg. Das in Neumühl gelegene Bauwerk ist eine der ältesten noch erhaltenen Mühlen der Stadt.

## Geschichte
Die Mühle wurde am 18. April 1353 von Graf Engelbert von der Mark und Conrad von Stecke begründet und zählte einst zu den zehn Wassermühlen des Gebietes um Duisburg. Sie war der Abtei Hamborn angegliedert. Ihre ursprüngliche Bezeichnung „Neue Mühle“ gab dem um sie herum entstehenden Stadtteil Neumühl seinen Namen. Der heutige, aus dem 16. Jahrhundert stammende Bau orientiert sich an der niederländischen Backsteinrenaissance.
Von 1848 bis 1854 war der Kaufmann Ludwig Lindgens Besitzer der Mühle. Ende des 19. Jahrhunderts erwarb Daniel Morian diese, die seitdem „Morian’schen Mühle“ genannt wurde, heute als „Moriansmühle“ überliefert. Sie wurde während der Emscherregulierung zwischen 1910 und 1912 stillgelegt. In den 1920er Jahren diente sie den Mitgliedern der Ortsgruppe des nationalen und antidemokratischen Bundes „Stahlhelm“ als Treffpunkt. Im Jahr 1977 erwarb der örtliche Turn- und Sportverein TuS Hamborn-Neumühl die Mühle und restaurierte sie in drei Jahren von Grund auf. Im Juni 1985 wurde die Moriansmühle in die Denkmalliste der Stadt Duisburg (Stadtbezirk Hamborn) aufgenommen und als Baudenkmal mit der Nummer 91 eingetragen. Unter ihrem alten Namen wurde sie als Gaststätte „Landhof Neue Mühle“ genutzt. Danach stand das Bauwerk lange leer und wurde inklusive Grundstück nicht mehr gepflegt. 
Seit Januar 2020 werden das Mühlengebäude und das umgebende Gelände von einem neuen Besitzer renoviert und zu Wohnzwecken genutzt. Die Einrichtung einer Gaststätte ist nicht mehr vorgesehen. Der Garten- und Hofbereich mit einem neuen Tor bietet einen denkmalgerechten Blick auf das Mühlengebäude.